# خوتا دووتووسکا
خوتا دووتووسکا (به لهستانی:  Huta Dłutowska) یک روستا در لهستان است که در گمینا دووتوو واقع شده‌است. خوتا دووتووسکا ۲۲۰ نفر جمعیت دارد و ۲۰۶ متر بالاتر از سطح دریا واقع شده‌است.